# هارييت تايلور مل
هارييت تايلور مل (بالإنجليزية: Harriet Taylor Mill) (و. 1807 – 1858 م) هي فيلسوفة، وشاعرة، ونسوية، وكاتِبة، وناشطة حق المرأة بالتصويت بريطانية، ولدت في لندن، توفيت في أفينيون، عن عمر يناهز 51 عاماً، بسبب السل.

## نشأتها وزواجها
وُلدت هارييت هاردي عام 1807 في مقاطعة والورث جنوبي لندن لأبويها هارييت وتوماس هاردي الذي عمل جراحًا. تلقت هارييت تعليمها في المنزل، وأبدت اهتمامًا مبكرًا بكتابة الشعر.
تزوجت لأول مرة جون تايلور عام 1826 عندما كانت في الثامنة عشر من عمرها، وأنجبا ثلاثة أطفال: هربرت وألجيرنون وهيلين تايلور. في عام 1831، التقت هارييت بجون ستيوارت مل. كان اجتماعهما سويًا مخططًا له من قبل قائد جماعة الموحدين التي انضمت إليها هارييت. دعا جون تايلور مل على العشاء نظرًا إلى مشاركته نفس الأفكار المتعلقة بحقوق المرأة مع زوجته. لم تكن تايلور تكتب الشعر حينها، إلا أنها كانت مهتمة بالإصلاح الاجتماعي، وكتبت مطوّلتها حياة وليام كاكستون لمنظمة «مجتمع نشر المعرفة المفيدة». قرابة الوقت الذي التقت فيه بمل، كانت، أو حتى كانت قد بدأت، تكتب سلاسل من أعمال غير منشورة متعلقة بحقوق المرأة والأخلاق والتسامح والزواج.
سرعان ما ازدهرت علاقتها الصديقة بِمل. أحست تايلور بالانجذاب ناحية مل، والذي كان يعاملها بمساواة فكرية. وبعد نحو 18 شهرًا، شيءٌ ما قطع أواصر الصداقة بينهما، جاعلًا مل يكتب لها رسائل غزل بالفرنسية، معبرًا فيها عن رفضه الفراق الأبدي بينهما وموضحًا لها استعداده لفعل ما تطلبه منه، إلا أنها قابلته بالرد أنّ طريقيهما منفصلان، لكن من الواجب اللقاء مرة أخرى. اتفقا بعدها على أن يلتقيا، وسرعان ما أصبحت علاقتهما أفضل من ذي قبل، وتبادلا أيضًا زوجًا من المقالات المطوّلة بعنوان عن الزواج عام 1833.
في هذه المقالات، يناقش كل من تايلور وميل الأسئلة الأخلاقية المتعلقة بالزواج والانفصال والطلاق. تؤكد تايلور أن ما يجب فعله من أجل الارتقاء بوضع المرأة يكون عن طريق إزالة سوء الفهم عبر المودة، أو عبر أي فعل مبنيّ على الوجدان والعاطفة. انتقدت تايلور الحقيقة القائلة إن المرأة تتعلم من أجل غرض واحد، ألا وهو كسب لقمة العيش عن طريق الزواج؛ وكأن الهدف وراء وجودها هو الزواج فقط؛ وأن هذا الهدف يتلاشى بمجرد أن تحيا بما تريد وتختار هدفًا لها. تنتقد تايلور أيضًا النفاق والظلم الاجتماعي وراء حقيقة أن المرأة المناسبة للزواج بنظرهم عليها فقط أن تكون عذراء، متناسين تمامًا المتطلبات الحقيقة التي يشملها الزواج. وجادلت من أجل حق الطلاق، سائلة: «من سيرغب بالحياة مع شخص دون إحساسه بالجنوح؟».
معارضةً للرأي السائد حول كرهها للجنس، تقول تايلور: «على الرغم من عدم وجود أي مساواة على كل الأصعدة.. على الرغم من كل الملذات التي يعتقد الرجال بتمتعهم بها، وكل المضايقات والآلام التي تعانيها النساء، فإن الشيء الوحيد المؤكد أن اللذة والرضى سيتعززان لدى كلا الجنسين عندما يتمتع كلاهما بحقوق متساوية». وتضيف: «إن الجنس بمعناه الحقيقي الطاهر هو الطريق التي يتجلى عليها كل ما هو لامع وجميل في الطبيعة البشرية – لا أحد اقترب مثل الشعراء إلى تصور جمال العالم المادي من حولنا –الذي لا يزال أقل درجة من نظيره الروحي– ولم يوجَد شاعر حتى الآن سوى من خلال إلهام المشاعر التي تدرك الجمال بكافة أشكاله، وعبر الوسائل التي مُنحنا إياها، كما البصر». تنهي تايلور مقالها بقولها: «إنه لك (هنا تقصد مل)، الرائد الأكثر قيمة من كل الفضائل المتغطرسة، علمتنا أنه كلما زادت المتعة، تزداد مكانتنا»، وتجدر الإشارة إلى أن مل معروف في كتابه بعنوان «النفعية»، لطرحة مفهوم الاختلافات في نوعية الملذات لحسابات «كمية مسبقة» مشتقة من جيرمي بنثام.
في أواخر شهر ديسمبر أو أوائل أكتوبر من عام 1833، وافق زوج تايلور على انفصالهما في المحكمة. سافرت إلى باريس، وبعدما تجلى لها ما بدا أنه تداعيات لخطوتها تلك على سمعتها، لحق مل بها. على الرغم من شعورها الشديد بالسعادة برفقة مل، كانت تايلور تشعر بتأنيب الضمير عندما تفكر في  زوجها، مع شعور شديد بالألم، بالإضافة إلى الوضع المخزي الذي تركته عليه. قررت أخيرًا الرجوع إلى لندن، وبحلول صيف عام 1834، عاشت هارييت في منزلها الخاص في كيستون هيث. تكررت زيارات مل لهارييت في منزلها ذلك، وسافروا سويًا في بعض الأحيان، وأحيانًا أخرى برفقة أطفالها خلال العقدين التاليين.

## زواجها من مل
بعد وفاة جون تايلور عام 1849، انتظر كل من تايلور وميل عامين قبل زواجهما عام 1851. ترددت تايلور حول خلق فضيحة جديدة عوضًا عن تلك التي كانت تُعرف بها مع مل بالفعل. عكس مقترح مل للزواج نظرته حول المساواة. كتبت تايلور عددًا من المقالات، من بينها قطع أدبية شارك مل في تأليفها تعلقت بالعنف المنزلي وحرمان المرأة، والذي نُشر في عام 1851.

## أعمالها الخاصة
بدأت هارييت بنشر أعمالها عندما كانت حاملًا بطفلها الثالث، هيلين. قدمت تشكيلة من ضروب الأدب لكل من الصحيفة التوحيدية منثلي ريبوزيتوري وصحيفة «حرمان المرأة». على الرغم من إسهاماتها الواسعة على مر السنين، لم تُقدم على النشر باسمها الحقيقي خلال فترة حياتها. شاركت بتأليف العديد من مقالات الصحف التي تتحدث فيها عن العنف المنزلي، من بين تلك الصحف مورنينغ كرونيكل، وديلي نيوز وسنداي تايمز خلال أربعينات القرن التاسع عشر. كانت تقرأ وتعلق على المواد التي أنتجها جون ستيوارت مل. ادعى مل ضمن سيرته الذاتية أن هارييت شريكته في تأليف معظم الكتب والمقالات التي نُشرت تحت اسمه. وأضاف: «عندما يتشارك شخصان في جميع أفكارهما بشكل كامل، فلا يعود من المهم من يحمل القلم». لا يزال الجدل حول طبيعة إسهاماتها ومداها قائمًا. لم يُسمح سوى لعدد قليل من أصدقاء مل برؤية زوجته. لم يُبدِ كل من توماس وجين كارليل اللذين سُمح لهما بلقائها آراءً إيجابية حول قدراتها. وصفها توماس بكونها «ملأى بالفكر غير الحكيم، تسأل وتعيد السؤال مرارًا حول أسئلة غبية»، بينما اعتبرتها جين «جسدًا متأثرًا فارغًا».
تقترح رسالة كتبها مل عام 1854 أن الفضل يعود إليها وإلى جون ستيوارت مل؛ «لن يهدأ لي بال حتى تسمح بامتلاك كتابنا القادم كلا اسمينا على صفحة عنوانه. وهذا ما سيكون الحال عليه في كل ما أنشر». قد يشير هذا الكلام إلى وجود نوع من النفور من جانبها، ربما ردًا على النص الفلسفي الذي نُشر تحت اسم مل فقط أو على أنه عمل مشترك، لكن أيضًا يمكن لذلك الكلام أن يكون دليلًا على عمل الزوجين سويًا في معظم أعمالهما.

## وفاتها
توفيت هارييت تايلور مل في فندق يوروب الواقع ضمن مقاطعة أفينيون في فرنسا في 3 نوفمبر عام 1858 بعد معاناتها احتقانًا رئويًا شديدًا. يظن جو إلين جيكوبس أن سبب وفاة مل قد يكون مرض الزهري الذي حملته من زوجها الأول.